# Виљано Бјелезе
Виљано Бјелезе (итал. Vigliano Biellese) је насеље у Италији у округу Бијела, региону Пијемонт.
Према процени из 2011. у насељу је живело 7898 становника. Насеље се налази на надморској висини од 323 м.

## Становништво
| 1931. | 1936. | 1951. | 1961. | 1971. | 1981. | 1991. | 2001. | 2011. |
| ----- | ----- | ----- | ----- | ----- | ----- | ----- | ----- | ----- |
| 4.386 | 4.556 | 5.112 | 6.579 | 8.197 | 8.535 | 8.286 | 8.416 | 8.180 |